# Хаотичні системи зв'язку
Хаотичні системи зв'язку  — це систему зв'язку, які використовують явища хаосу задля забезпечення безпеки передачі інформації. Під безпечністю зв’язку слід розуміти неможливість відновити зміст повідомлення у разі його перехопленя. 
У хаотичних системах зв'язку безпека (тобто конфіденційність) базується на складній динамічній поведінці, яку забезпечують хаотичні системи. Деякі властивості хаотичної динаміки, такі як складна поведінка, шумоподібна динаміка ( псевдовипадковий шум ) і розширений спектр, використовуються для кодування даних. З іншого боку, оскільки хаос є детермінованим явищем, можна декодувати дані за допомогою цього детермінізму. На практиці реалізації комунікаційних пристроїв хаосу вдаються до одного з двох явищ: синхронізації хаосу або контролю хаосу .
Для реалізації хаотичної системи зв'язку потрібні два хаотичних осцилятора: передавач і приймач. У передавачі повідомлення додається до хаотичного сигналу і маскується в хаотичному сигналі. Оскільки хаотичний сигнал несе в собі інформацію, його ще називають хаотичним носієм. Синхронізація цих осциляторів подібна до синхронізації випадкових нейронних мереж у нейронній криптографії .
У випадку використання синхронізації хаосу базова схема комунікаційного пристрою складається з двох ідентичних хаотичних осциляторів. Один з них використовується як передавач, а інший як приймач. Вони з’єднані в конфігурації, де передавач керує приймачем таким чином, що досягається ідентична синхронізація хаосу між двома осциляторами. З метою передачі інформації повідомлення додається як невелике збурення хаотичного сигналу в передавачі, який керує приймачем. Таким чином, передане повідомлення маскується хаотичним сигналом. Коли приймач синхронізується з передавачем, повідомлення декодується шляхом віднімання сигналу, надісланого передавачем, від його копії, згенерованої в приймачі за допомогою механізму синхронізації хаосу. Це працює, тому що в той час як вихідний сигнал передавача містить хаотичну несучу плюс повідомлення, вихідний сигнал приймача є лише копією хаотичної несучої без повідомлення.

## Статті
- Cuomo, Kevin M.; Oppenheim, Alan V. (5 липня 1993). Circuit implementation of synchronized chaos with applications to communications. Physical Review Letters. American Physical Society (APS). 71 (1): 65—68. Bibcode:1993PhRvL..71...65C. doi:10.1103/physrevlett.71.65. ISSN 0031-9007. PMID 10054374.
- Ned J. Corron; Billy R. Reed; Jonathan N. Blakely; Krishna Myneni; Shawn D. Pethel.  Chaotic scrambling for wireless analog video. DOI:10.1109/SECON.2009.5174046